# Live (album Kasy Chorych)
Kasa Chorych Live – album muzyczny polskiego zespołu blues rockowego Kasa Chorych, złożony z nagrań zrealizowanych podczas kilku różnych koncertów:
- nagrania 1 – 3 zarejestrowano 29 listopada 1981 podczas Rockowiska w hali MOSiR w Łodzi
- nagrania 4 – 9 powstały 28 sierpnia 1980 podczas występu w klubie Rotunda w Krakowie
- nagrania 10 – 13 zarejestrowane zostały 28 listopada 1982, podczas krótkiego koncertu – jamu na V Festiwalu Jesień z Bluesem w Białymstoku. Wykonawcami byli Ryszard Skibiński (wówczas już poza zespołem, praktycznie będący już członkiem grupy Krzak) i Ryszard Riedel oraz gitarzyści Kasy Chorych – Jarosław Tioskow i Andrzej Kotarski.

CD został wydany 17 lipca 2006 przez Metal Mind Productions (wyboru nagrań dokonał Marcin Jacobson).

## Muzycy
- Ryszard Skibiński – harmonijka (1–13)
- Jarosław Tioskow – gitara (1–13)
- Włodzimierz Dudek – gitara (4–9)
- Andrzej Kotarski – gitara (1–3, 10–13)
- Leszek Domalewski – gitara basowa (1–9)
- Marek Kisiel – saksofon altowy (4–9)
- Mirosław Kozioł – perkusja (1–9)
- Ryszard Riedel – harmonijka, śpiew (10–13)

## Lista utworów
| 1.  | "Polski Blues (Solidarność Blues)" (Ryszard Skibiński)                                           |  |
|     |                                                                                                  |  |
| 2.  | "Jak nas gonili zomowcy z pałami (Jak nas gonili tacy jedni)" (Ryszard Skibiński)                |  |
|     |                                                                                                  |  |
| 3.  | "Jak się czujesz (ze mną w łóżku)?" (Jarosław Tioskow)                                           |  |
|     |                                                                                                  |  |
| 4.  | "Blues bez tytułu" (Ryszard Skibiński)                                                           |  |
|     |                                                                                                  |  |
| 5.  | "Blues córek naszych" (Ryszard Skibiński)                                                        |  |
|     |                                                                                                  |  |
| 6.  | "Zgniła porzeczka" (Ryszard Skibiński)                                                           |  |
|     |                                                                                                  |  |
| 7.  | "Jak nas gonili tacy jedni" (Ryszard Skibiński)                                                  |  |
|     |                                                                                                  |  |
| 8.  | "Gdański blues" (Ryszard Skibiński)                                                              |  |
|     |                                                                                                  |  |
| 9.  | "Szlaufik blues" (Marek Kisiel)                                                                  |  |
|     |                                                                                                  |  |
| 10. | "Blues o pięknej kobiecie (Słodka)" (A.Kotarski, J.Tioskow, R. Skibiński, R.Riedel, sł R.Riedel) |  |
|     |                                                                                                  |  |
| 11. | "Niewinni i ja" (Adam Otręba, Ryszard Riedel, sł. R. Riedel)                                     |  |
|     |                                                                                                  |  |
| 12. | "Skibowo-Riedlowy Blues" (A.Kotarski, J.Tioskow, R. Skibiński, R.Riedel, sł R.Riedel)            |  |
|     |                                                                                                  |  |
| 13. | "Nie" (A.Kotarski, J.Tioskow, R. Skibiński, R.Riedel, sł R.Riedel)                               |  |
|     |                                                                                                  |  |